# Zuid-Aziatisch kampioenschap voetbal 1995
De South Asian Gold Cup ofwel het Zuid-Aziatisch kampioenschap voetbal 1995 werd gehouden in Colombo, Sri Lanka, tussen 25 maart en 2 april 1995. Het thuisland won het toernooi voor de eerste keer door in de finale India te verslaan met 1–0.

## Geplaatste teams
| Groep A    | Groep A | Groep A              | Groep A      | Groep B   | Groep B | Groep B         | Groep B      |
| Land       | Aantal  | Beste resultaat      | FIFA-ranking | Land      | Aantal  | Beste resultaat | FIFA-ranking |
| ---------- | ------- | -------------------- | ------------ | --------- | ------- | --------------- | ------------ |
| Pakistan   | 2e      | Vierde plaats (1993) | 159          | Sri Lanka | 2e      | Tweede (1993)   | 143          |
| Bangladesh | 1e      | Debuut               | 133          | India     | 2e      | Winnaar (1993)  | 116          |
| Nepal      | 2e      | Derde plaats (1993)  | 142          |           |         |                 |              |

1. ↑  Fifa-ranking van FIFA-wereldranglijst februari 1995

## Groepsfase

### Groep A
| Land       | Gsp | Win | Gel | Ver | DV | DT | +/- | Pnt |
| ---------- | --- | --- | --- | --- | -- | -- | --- | --- |
| Bangladesh | 2   | 1   | 0   | 1   | 2  | 1  | +1  | 3   |
| Nepal      | 2   | 1   | 0   | 1   | 2  | 2  | 0   | 3   |
| Pakistan   | 2   | 1   | 0   | 1   | 1  | 2  | –1  | 3   |

|                                  |          |       |            |  |
| 25 maart 1995 «onderlinge duels» | Pakistan | 1 – 0 | Bangladesh |  |
| 25 maart 1995 «onderlinge duels» |          |       |            |  |

|                                  |       |       |            |  |
| 27 maart 1995 «onderlinge duels» | Nepal | 0 – 2 | Bangladesh |  |
| 27 maart 1995 «onderlinge duels» |       |       |            |  |

|                                  |       |       |          |  |
| 29 maart 1995 «onderlinge duels» | Nepal | 2 – 0 | Pakistan |  |
| 29 maart 1995 «onderlinge duels» |       |       |          |  |

### Groep B
De Maldiven trok zich uit deze groep terug.
| Land         | Gsp | Win | Gel | Ver | DV | DT | +/– | Pnt |
| ------------ | --- | --- | --- | --- | -- | -- | --- | --- |
| Sri Lanka(1) | 1   | 0   | 1   | 0   | 2  | 2  | 0   | 1   |
| India        | 1   | 0   | 1   | 0   | 2  | 2  | 0   | 1   |

|                                  |                                  |       |                 |                                                                       |
| 29 maart 1995 «onderlinge duels» | Sri Lanka                        | 2 – 2 | India           | Sugathadasastadion, Colombo Scheidsrechter: Mansur Mohammed Abul Azad |
| 29 maart 1995 «onderlinge duels» | Mohamed Amanulla 62', 87' (pen.) |       | 25', 27' Bhutia | Sugathadasastadion, Colombo Scheidsrechter: Mansur Mohammed Abul Azad |

## Knock-outfase
|  | halve finale       | halve finale       |  |       | finale            | finale            |
|  |                    |                    |  |       |                   |                   |
|  | 31 maart – Colombo |                    |  |       |                   |                   |
|  | India              | 0 (4)              |  |       |                   |                   |
|  | Bangladesh         | 0 (2)              |  |       | 2 april – Colombo | 2 april – Colombo |
|  |                    |                    |  |       | Sri Lanka         | 1                 |
|  | 31 maart – Colombo | 31 maart – Colombo |  | India | 0                 |                   |
|  | Sri Lanka          | 2                  |  |       |                   |                   |
|  | Nepal              | 1                  |  |       |                   |                   |

### Halve finale
|                                  |               |              |            |  |
| 31 maart 1995 «onderlinge duels» | India         | 0 – 0 (n.v.) | Bangladesh |  |
| 31 maart 1995 «onderlinge duels» |               |              |            |  |
| 31 maart 1995 «onderlinge duels» | Strafschoppen |              |            |  |
| 31 maart 1995 «onderlinge duels» | 4 – 2         |              |            |  |

|                                  |                                |              |               |  |
| 31 maart 1995 «onderlinge duels» | Sri Lanka                      | 2 – 1 (n.v.) | Nepal         |  |
| 31 maart 1995 «onderlinge duels» | Mohamed Amanulla Roshan Perera |              | Deepak Amatya |  |

### Finale
|                                 |                     |            |       |  |
| 2 april 1995 «onderlinge duels» | Sri Lanka           | 1 – 0 (gg) | India |  |
| 2 april 1995 «onderlinge duels» | Sarath Wellage 108' |            |       |  |

| Winnaar Zuid-Aziatisch kampioenschap voetbal 1995 |
| ------------------------------------------------- |
|                                                   |
| Sri Lanka Eerste titel                            |

1993 · 1995 · 1997 · 1999 · 2003 · 2005 · 2008 · 2009 · 2011 · 2013 · 2015 · 2018 · 2021 · 2023